# Daun-dong
Daun-dong (koreanska: 다운동) är en stadsdel i staden Ulsan, i den sydöstra delen av Sydkorea, 300 km sydost om huvudstaden Seoul. Den ligger i stadsdistriktet Jung-gu.